# Vásárhelyi csata
A vásárhelyi csata Somlóvásárhely mellett zajlott ütközet a magyarokból, kisebb részt horvátokból és szerbekből álló lovasság, valamint a török–tatár sereg között, Fehérvár elfoglalását követően, 1543. szeptember 19-én. A vásárhelyi csata azon kevés ütközet közé tartozik, amelyet a hosszú Habsburg–török háború során győzelemmel vívtak meg a magyar seregek.
I. Szulejmán Nándorfehérvár mellett tört be Magyarországra, majd Esztergom bevétele után Fehérvárt ostromolta. A szultáni sereg elővédjét és szárnyait krími tatárok alkották. Győr alatt az örökös tartományokból és Magyarországról összegyűlő seregek álltak fel. Köztük volt Zrínyi Miklós is, aki horvát és magyar lovasok élén érkezett Kanizsáról. A magyar csapatokat kis létszámú német, olasz, cseh és spanyol erők is erősítették.
Az akindzsik és a tatárok Ajka környékét fosztogatták, míg a szultáni fősereg Fehérvár alatt tartott pihenőt. A Zrínyi Miklós, Báthori András főkapitány, Werbőczi Imre tolnai főispán, Rátkay Pál és Bakith Péter vezette magyarokból, horvátokból és rácokból álló győri huszárság rajtaütött a Vásárhely mellett portyázó 3000 fős török seregen, és bekerítették őket. A csata után az életben maradt tatárok jelentős része szétszóródott a környező ingoványokban, ahol az előlük bemenekült parasztok rejtőztek, és majdnem mindet megölték, csak kevesek tudtak visszatérni a fehérvári táborba. Különös véletlen, hogy napra pontosan ekkor volt tizenegy esztendeje a leobersdorfi csata. A hasonlóság a két összecsapás között az, hogy abban a csatában is portyázó sereget (a törökök mellett moldvaiakat) semmisítettek meg, akik Alsó-Ausztriába törtek be fosztogatni.
A vásárhelyi csata után a mintegy 8000 főnyi magyar könnyűlovasság Győrből Nyitrára ment, a szultán visszavonult Budára, és nem folytatta a hadjáratát Bécs ellen, mint ahogy attól előzőleg tartani lehetett.